# 馬自達RX-VISION

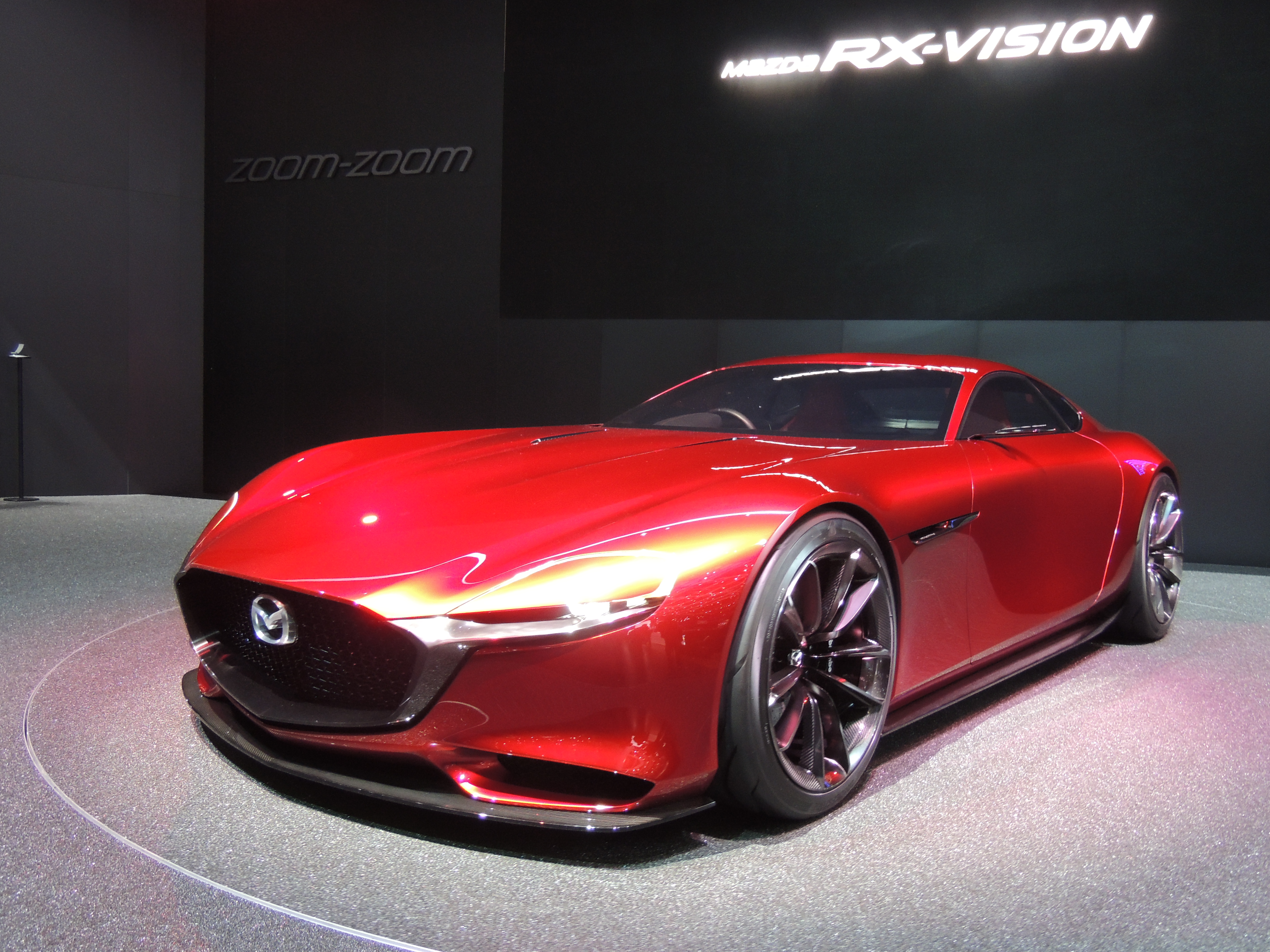
馬自達RX-VISION

馬自達RX-VISION（日语：マツダ・RX-VISION）是一款由日本馬自達公司設計、於2015年第44屆東京車展上發表的概念車。最大的亮點在於搭載SKYACTIV-R型轉子引擎，普遍被視為馬自達RX-7的後繼車。

## 概要
2015年10月29日開幕的第44屆東京車展上，原廠正式公開此一概念車。外型設計上採取長車頭、短車尾、前置後驅的標準跑車造型搭配20吋輪胎，同時運用首席設計師前田育男主導的「魂動」家族設計風格。內裝部分保持簡單俐落的復古風格，比如向內凹的方向盤、球狀頭排檔桿、指針式儀表板等。動力來源為SKYACTIV-R型轉子引擎，不過原廠並沒有公佈其相關技術諸元，也沒有提供照片。

## 車輛規格

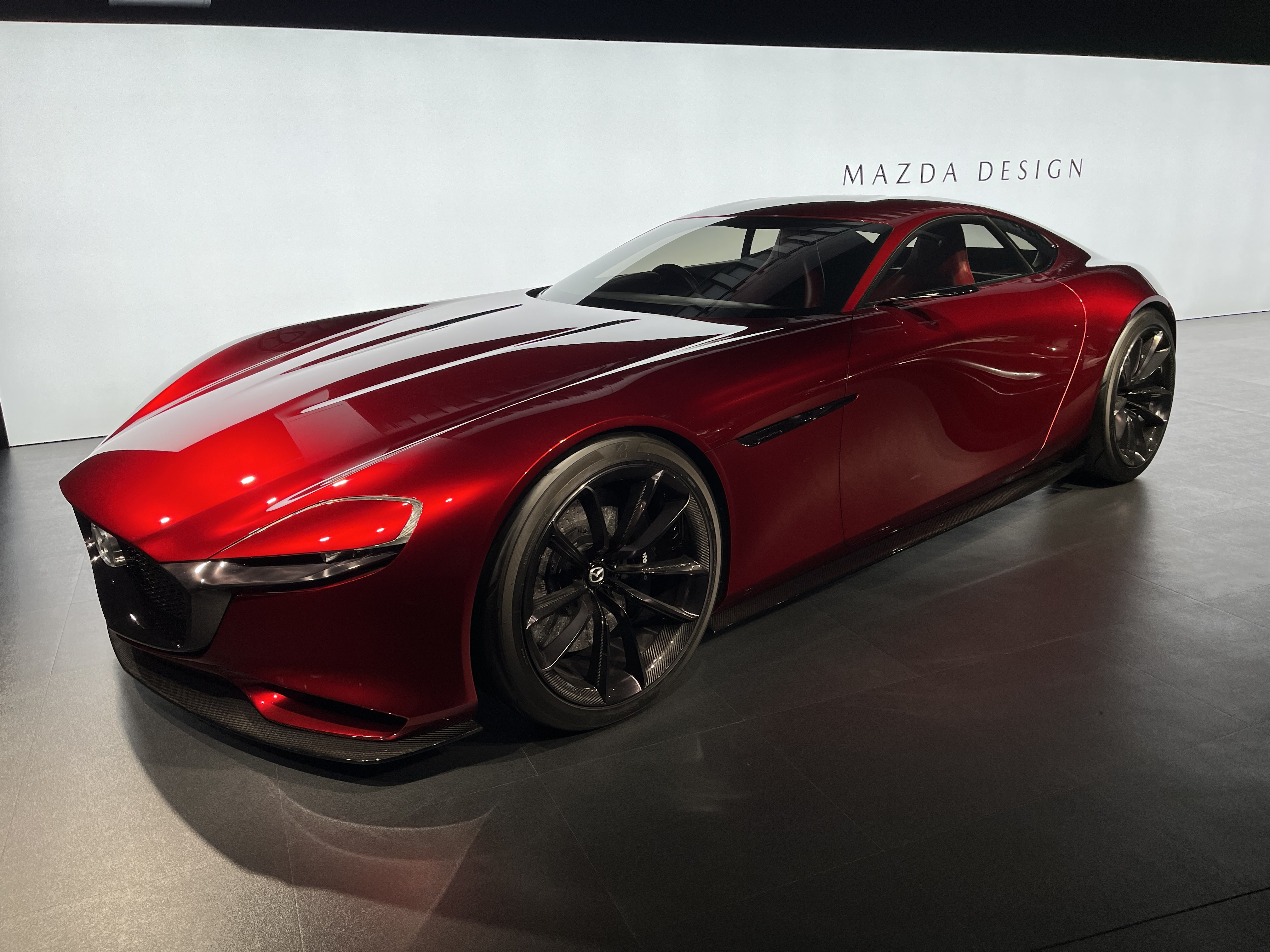
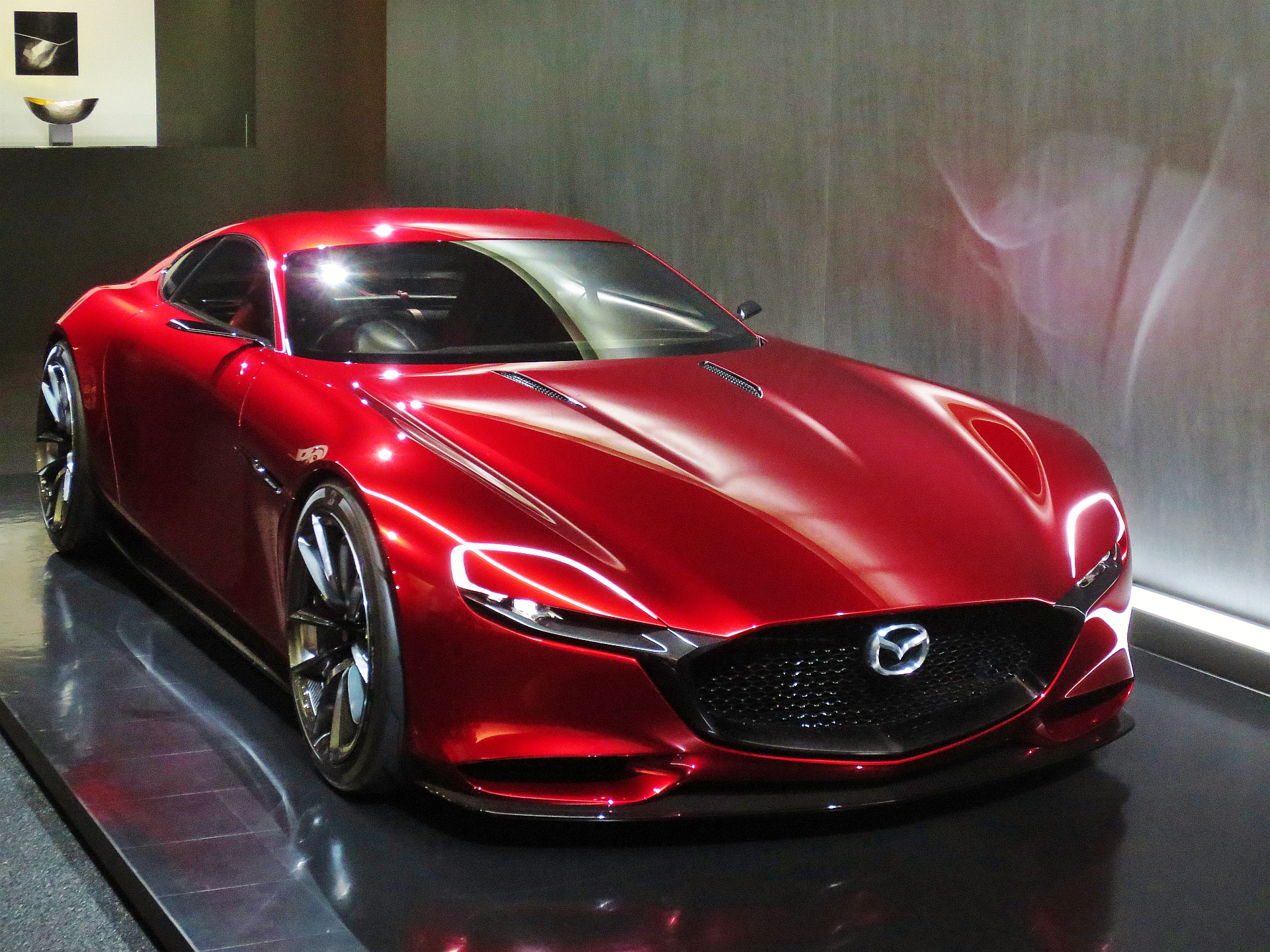
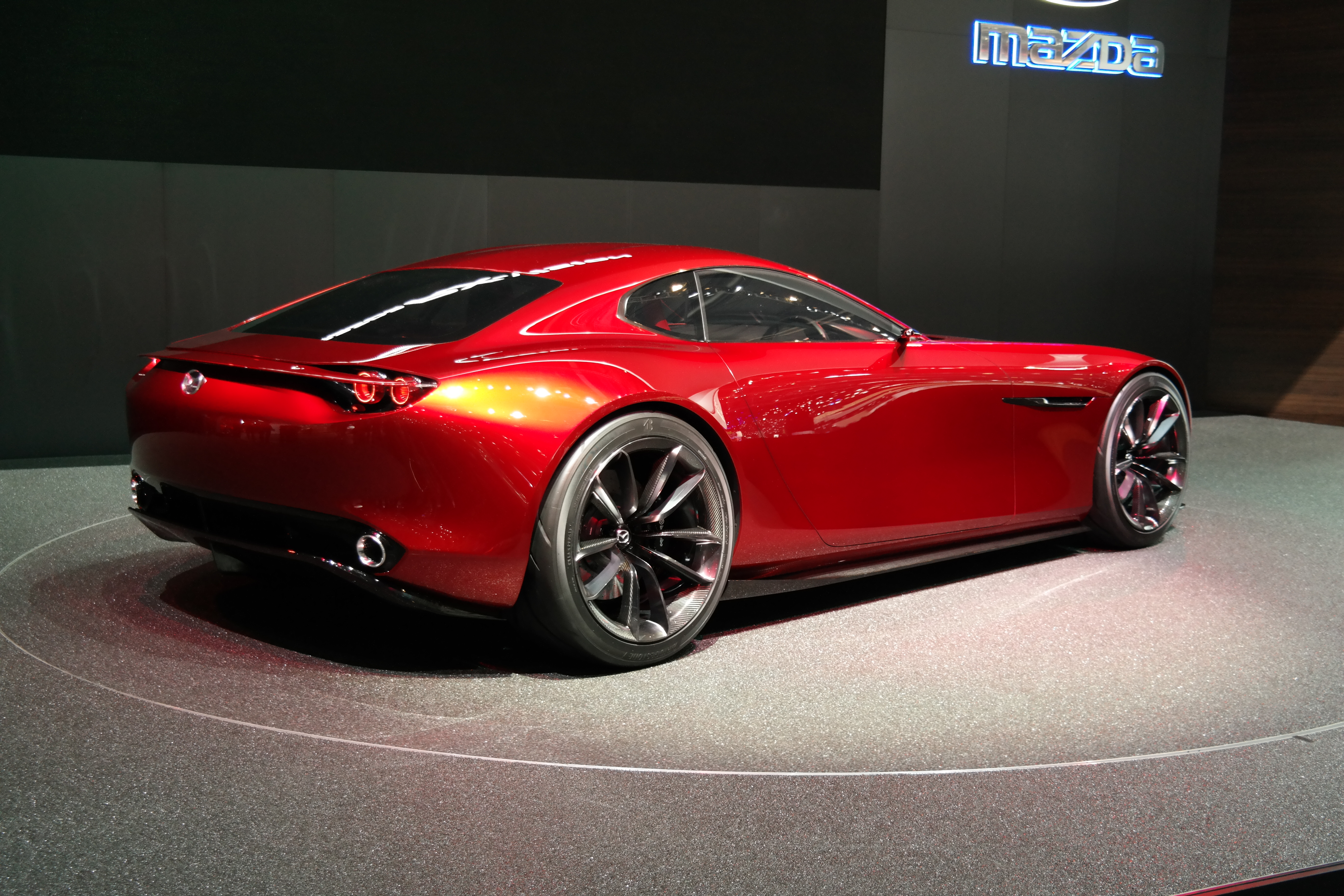
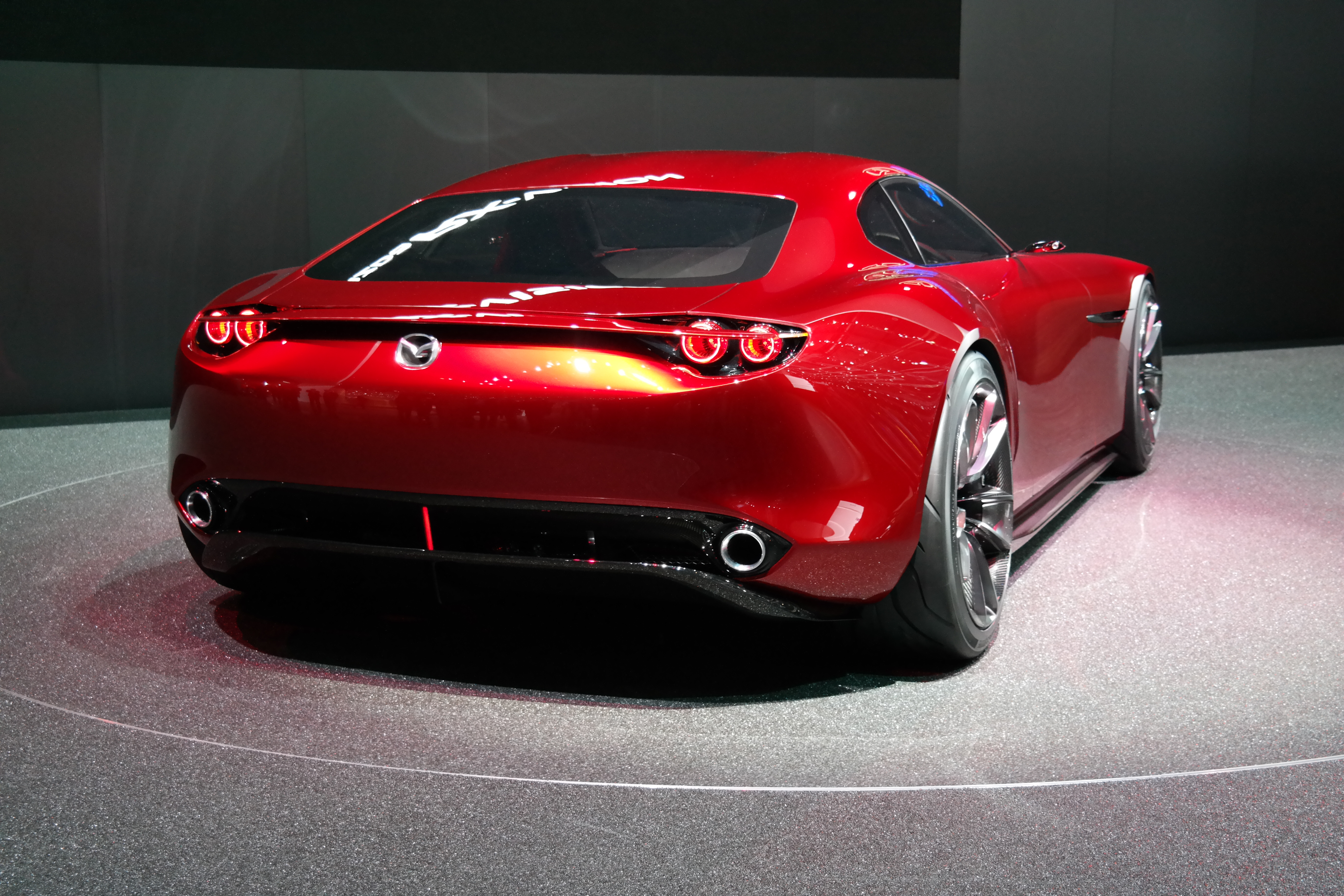

- 車長：4,389mm
- 車寬：1,925mm
- 車高：1,160mm
- 軸距：2,700mm
- 引擎：SKYACTIV-R型轉子引擎
- 乘員：2人

## 外部連結
- （日語） 馬自達官方網站 （页面存档备份，存于）